# يوليوس إلياس
يوليوس إلياس (بالألمانية: Julius Elias)‏ هو مترجم ومؤلف وكاتب ألماني، ولد في 12 يوليو 1861 في هويا في ألمانيا، وتوفي في 2 يوليو 1927 في برلين في ألمانيا.